# 바이젠셀
바이젠셀(ViGenCell Inc.)는 대한민국의 기업이다. 본사는 서울 서초구 반포대로 222에 위치해 있으며 대표이사는 김태규이다.

## 상장
2021년 8월 25일에 주관사를 대신증권과 KB증권로 공모가 52,700원에 코스닥 시장에 상장하였다.

## 참고문헌
1. ↑  바이젠셀, 급성골수성백혈병 치료제 임상1상 코호트1환자 투약 완료, 히트뉴스, 2023.07.25
2. ↑  바이젠셀, 막힌 파이프라인 개발 '뻥 뚫린다'…GMP센터 본격 가동, The Yakup, 2023-02-24
3. ↑  바이젠셀, 첨단바이오의약품 GMP센터 ‘인체세포등 관리업 허가’ 획득, 팜뉴스, 2023.10.19